# Cameroun francophone
Le Cameroun francophone est la partie du Cameroun où la langue française est principalement parlée, soient huit régions du pays : l'Extrême-Nord, le Nord, l'Adamaoua, l'Ouest, le Centre, le Littoral, le Sud et l'Est,,.